# Fontaine Maximilien
La fontaine Maximilien (en allemand, Maximiliansbrunnen) se dresse sur la Maximiliansplatz à Bamberg. La fontaine tire son nom du roi de Bavière Maximilien Ier et a été créée par Ferdinand von Miller en 1888. Les statues ont été coulées en 1880.

## Description
Le roi Maximilien se dresse sur le pilier principal du puits, flanqué de personnalités importantes pour la ville de Bamberg : 
- Heinrich II, 973-1024, fondateur du diocèse de Bamberg
- Cunégonde de Luxembourg (sainte Cunégonde), 980-1033, épouse d'Henri II
- Otton Ier de Bamberg, 1060-1139, évêque canonisé de Bamberg
- Conrad III, 1093-1152, roi allemand, né et mort à Bamberg

Verschiedene Brunnenansichten und Details
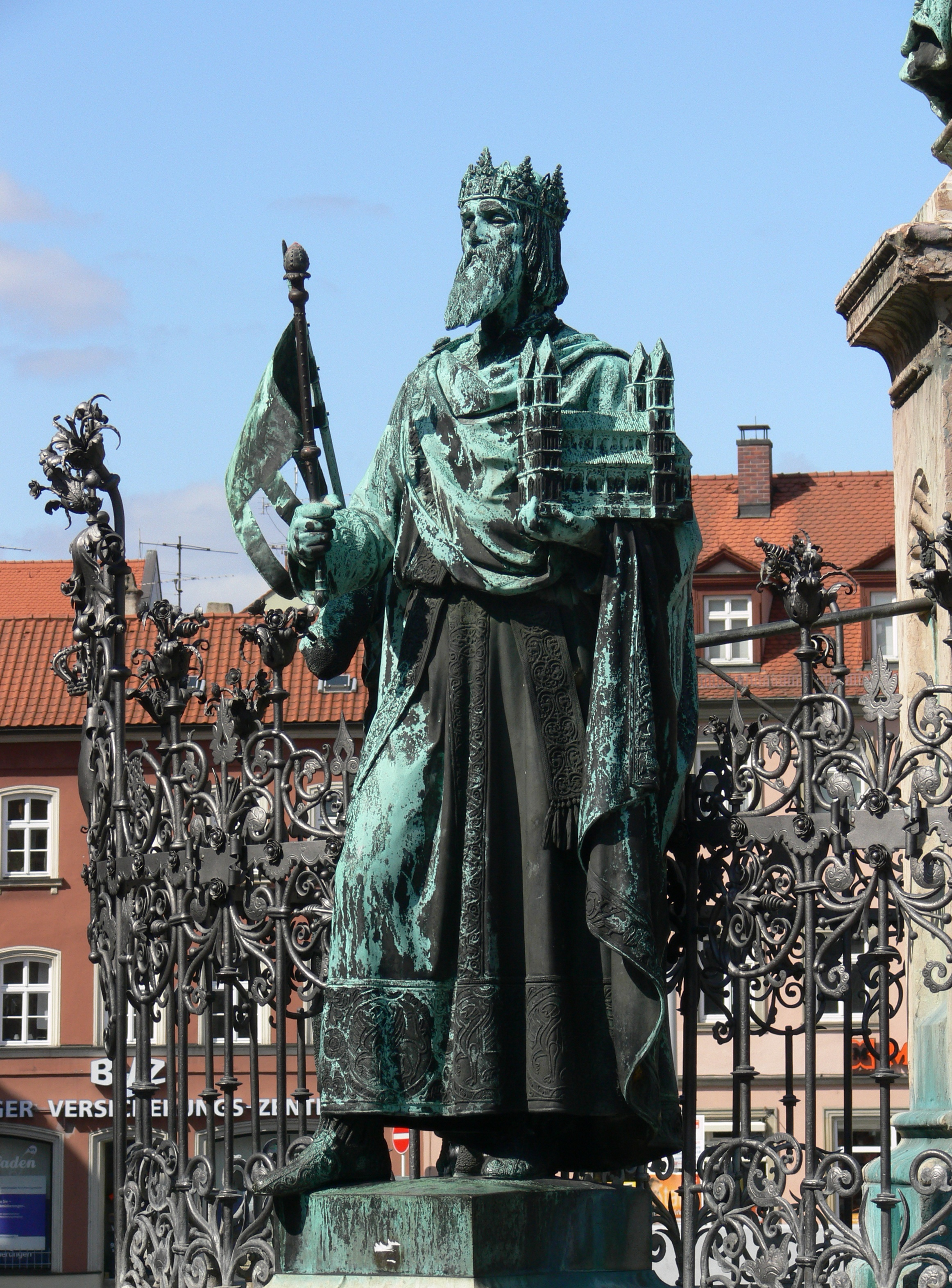
Statue de Heinrich II à la fontaine, avant gauche
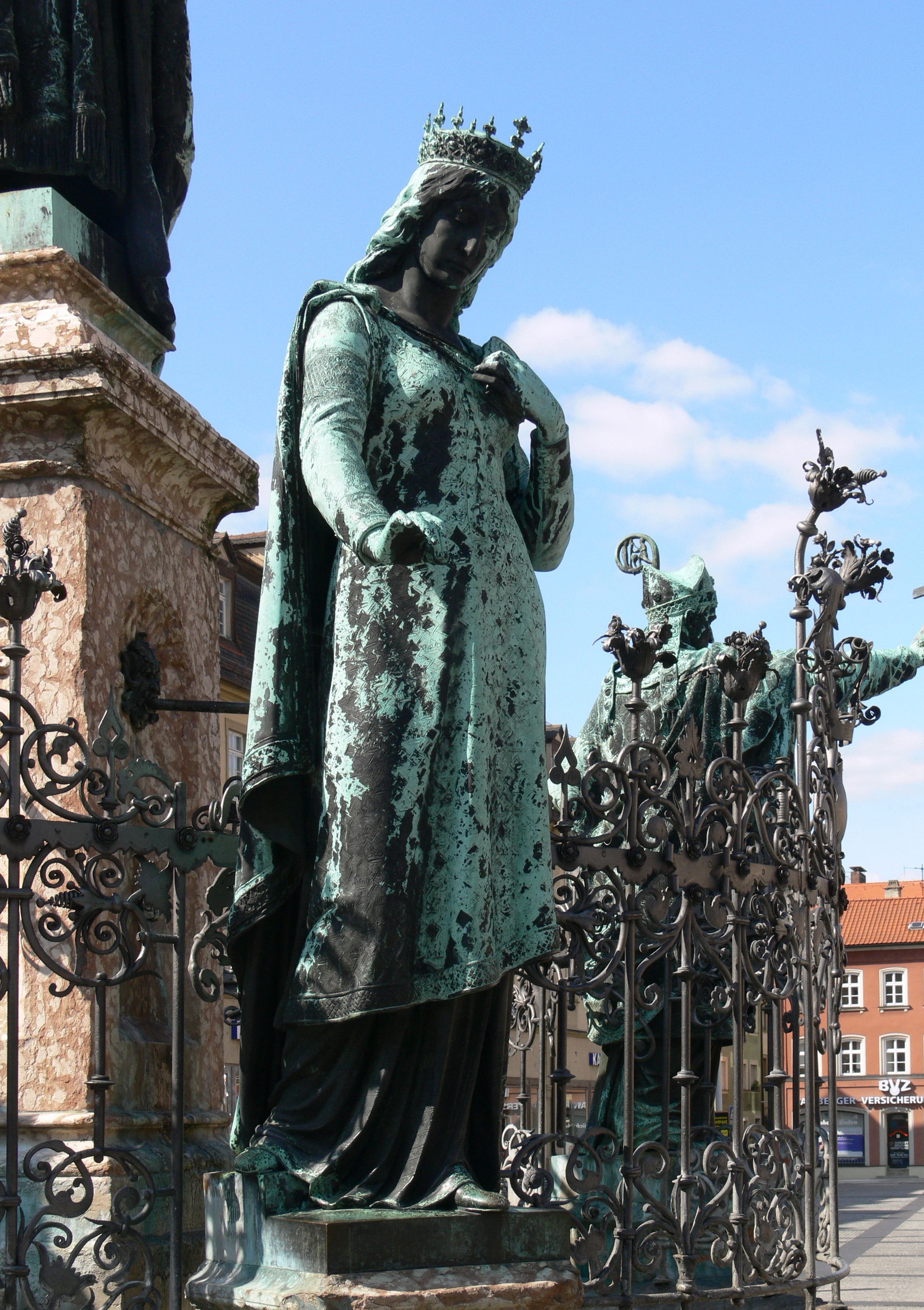
Statue Cunégonde de Luxembourg à la fontaine en face à droite
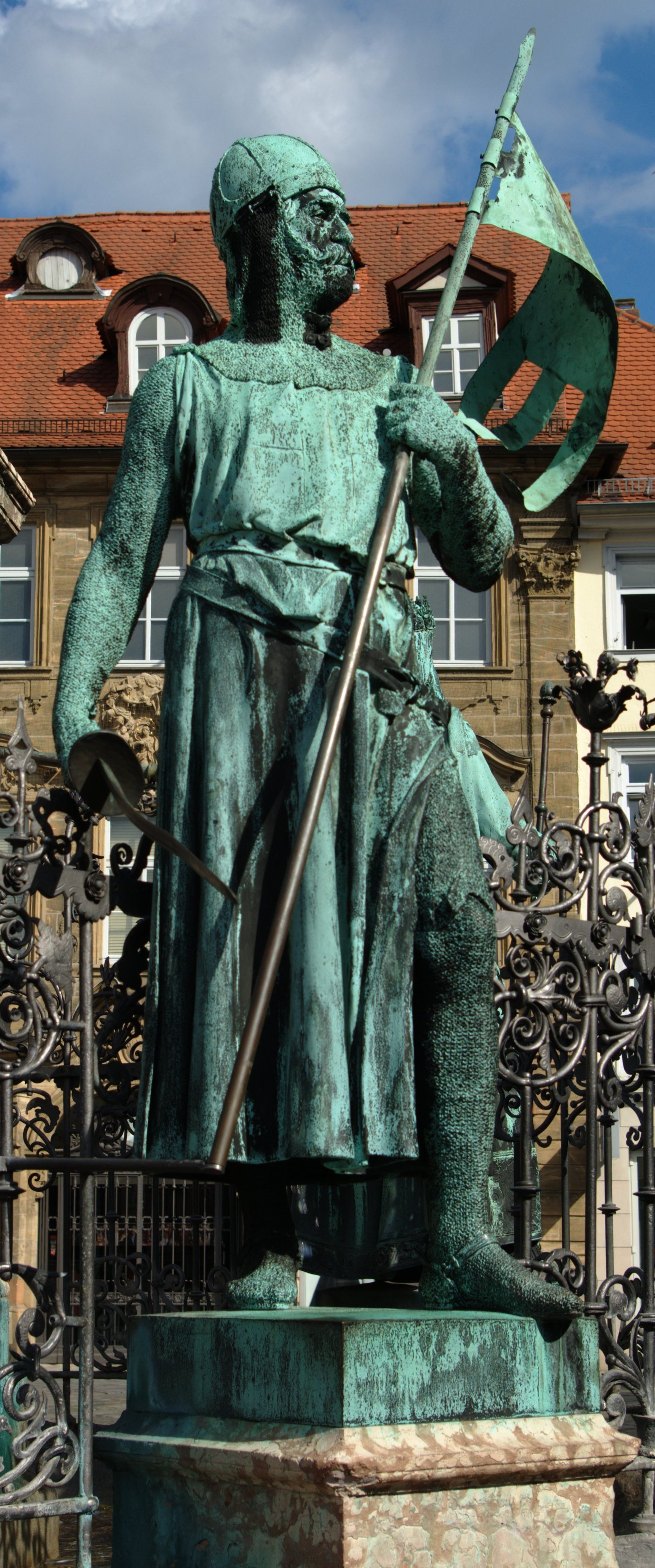
Statue du roi Konrad III au fond à gauche de la fontaine
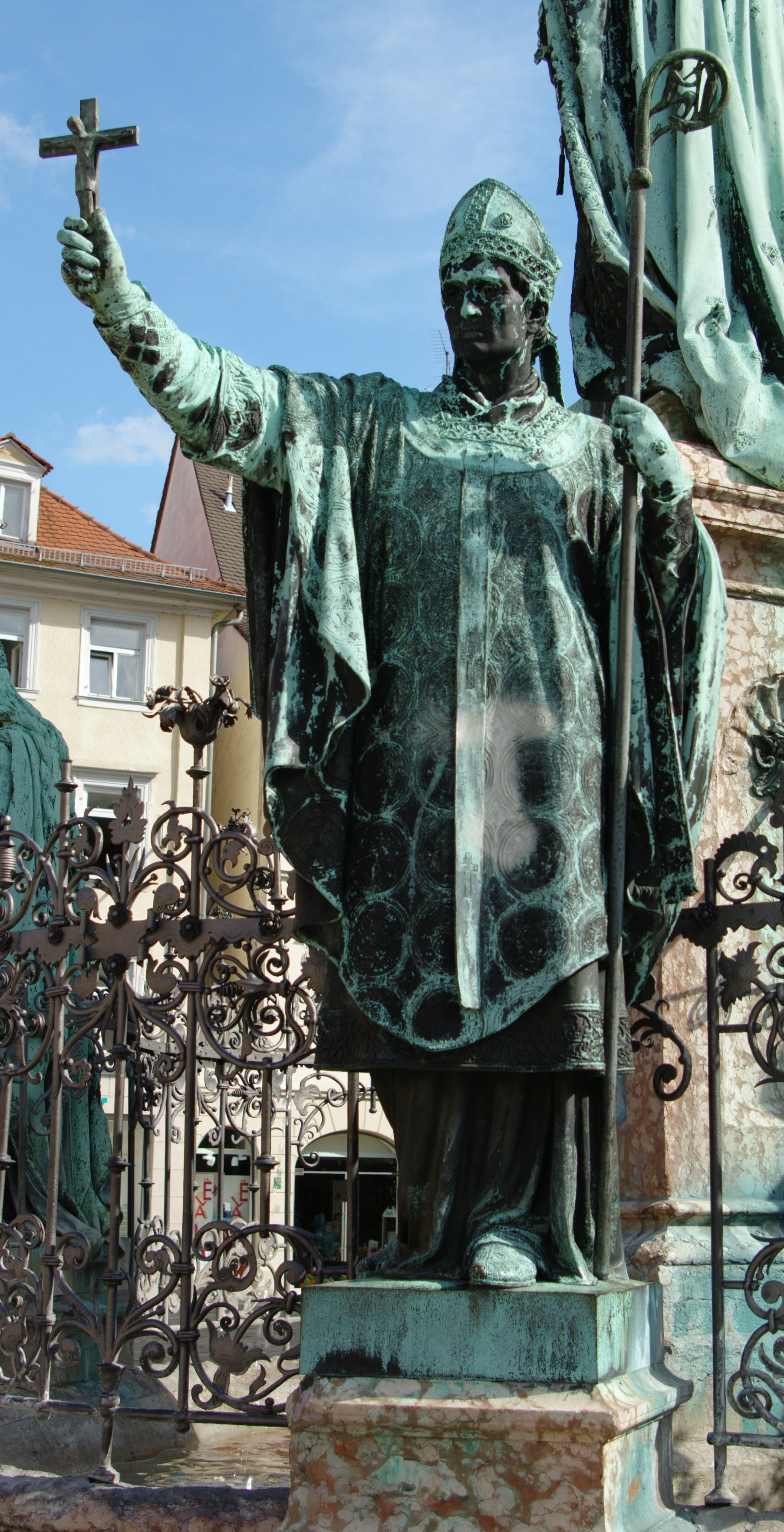
Statue d'Otto von Bamberg à la fontaine au fond à droite
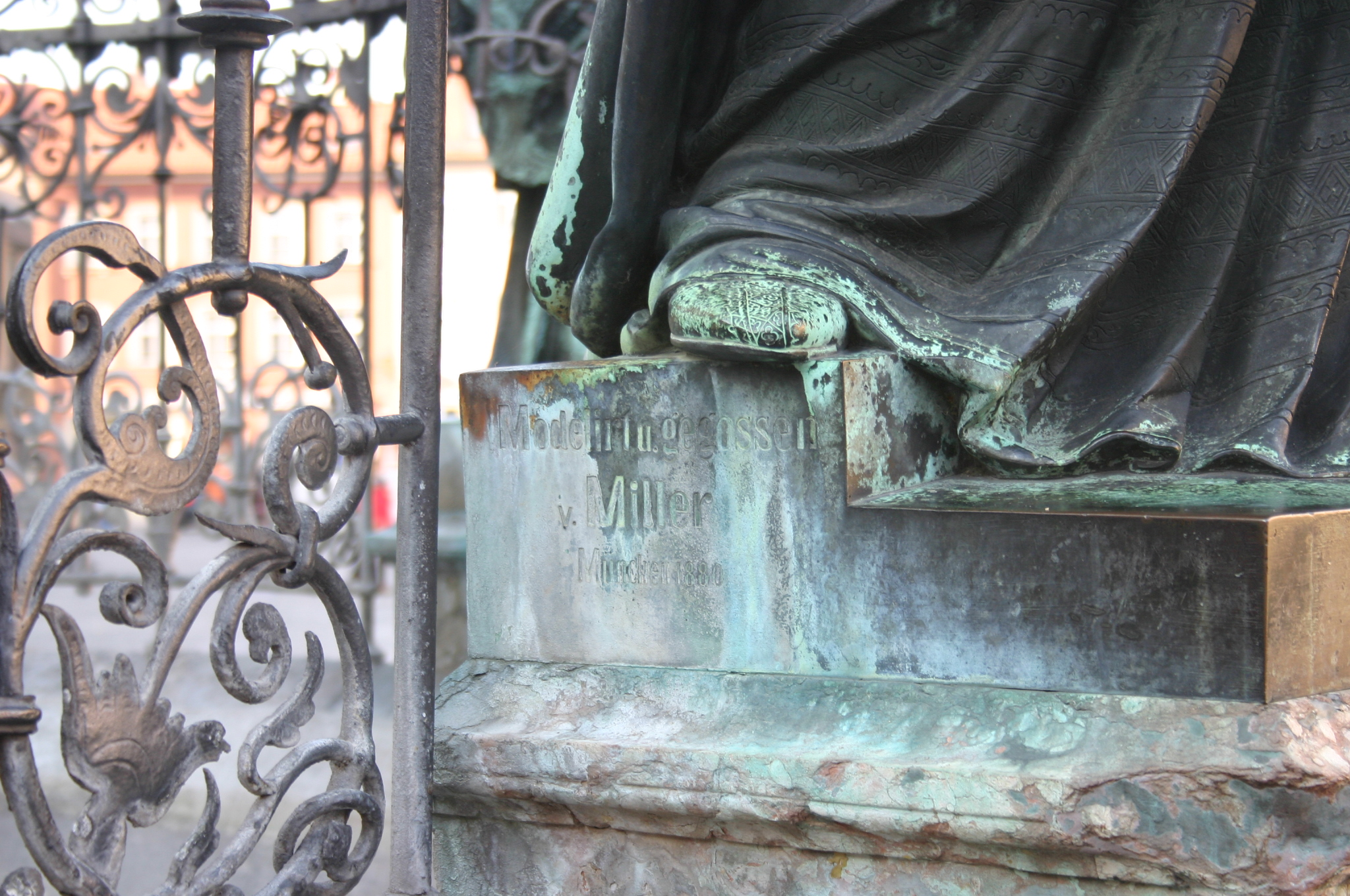
Signature de Millers dans la base de Sainte Cunégonde